# Tympanocryptis tetraporophora
Tympanocryptis tetraporophora es una especie de lagarto iguanio de la familia Agamidae.

## Distribución geográfica
Es endémica de Australia, habitando en los estados de Nueva Gales del Sur, Territorio del Norte, Queensland, Australia Meridional y Victoria.

## Taxonomía
Fue descrita junto a otras cuatro especies de reptiles por A. H. S. Lucas y C. Frost en 1895. El nombre «tetraporophora» hace alusión a los cuatro poros que posee, de los cuales dos son preanales y los restantes, femorales.